# Juan Martínez Villergas
Juan Martínez Villergas (Gomeznarro, 18 de marzo de 1817-Zamora, 8 de mayo de 1894) fue un escritor, poeta satírico, periodista y político español.

## Biografía
Nació en la localidad vallisoletana de Gómez-Naharro, según la fuente el 8 de marzo de 1816 o el 18 de marzo de 1817. De vacilantes ideas predominantemente republicanas, pero conservadoras y nacionalistas, sufrió la cárcel y la habitual persecución ideológica de los identificados con el Partido Demócrata durante el régimen bipartidista establecido por Antonio Cánovas del Castillo, aunque distintos periodos de distensión le permitieron publicar bastantes obras; hacia el final de su vida fue expulsado del partido republicano. 

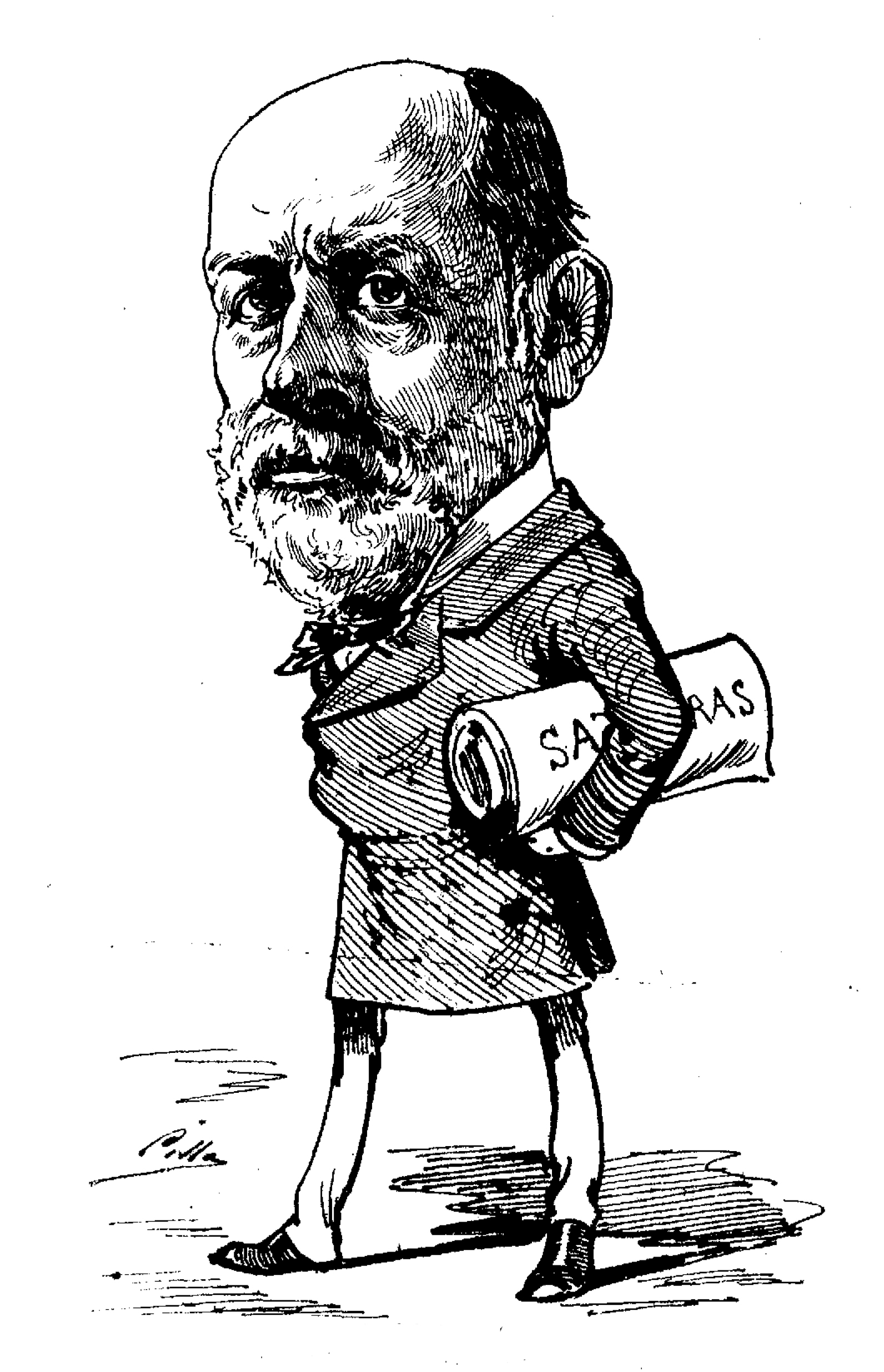
Caricaturizado por Cilla (Madrid Cómico, 22 de abril de 1883)

Atacó la regencia única del general Baldomero Espartero en El baile de las brujas (1843), pero luego se volvió ferviente esparterista y dedicó a su enemigo el general Ramón María Narváez El baile de la piñata y Paralelo entre la vida militar de Espartero y Narváez (Madrid, 1851), quien, desde entonces, le guardó una auténtica ojeriza. Varios políticos moderados además se la tenían jurada por Los políticos en camisa. Aunque fue defendido con brillantez por Francisco Salmerón, hermano del filósofo Nicolás el 2 de octubre de 1851, fue encarcelado y desterrado a París en 1852. 
Espartero lo nombró cónsul en Newcastle (1855), y O'Donnell, temeroso de su ácida pluma, de Haití, pero Narváez lo destituyó. Entonces marchó a Cuba (1857), a México (1858), a Cuba otra vez (1859) y visitó además Francia, Inglaterra y los Estados Unidos. 
En Cuba fundó el periódico El Moro Muza (1861-1871), de larga aunque intermitente vida, desde el que atacó a los separatistas. Vuelto a España desde 1871 a 1874, fue elegido diputado a Cortes por el partido republicano. En Buenos Aires (1874-1876) publicó el semanario Antón Perulero (1875) y sostuvo una polémica con Juan María Gutiérrez, quien hizo resaltar el mal republicanismo y conservadurismo real de Villergas; también se enfrentó con el ensayista antiespañol Domingo Faustino Sarmiento en Sarmenticidio (1853). En Perú trabó sin embargo amistad con Ricardo Palma y regresó definitivamente a España en 1889. Falleció en Zamora el 8 de mayo de 1894.

## Obra
Fundó sobre todo publicaciones satíricas y festivas de vida muy corta a causa de la censura y las denuncias; fuera de las ya mencionadas, El Tío Camorra (1847-1848), Jeremías, Don Circunstancias (1848-1849), Patifiesto (1854, contra María Cristina) y La Nube. También colaboró con artículos críticos y poesías burlescas en revistas como El Látigo, La Charanga, Fray Junípero y La España Moderna, entre otras. Publicó unas Poesías jocosas y satíricas (1842) cuyo contenido fue modificando en las cuatro ediciones posteriores, suprimiendo los ataques personales a que era tan aficionado. La censura se ensañó con sus textos y constituyó uno de los autores de la lista negra de la revista oficial La Censura. Murió en la pobreza e ignorado por el público, aunque su obra se revaloriza constantemente por su ingenio y sus cualidades de escritor costumbrista. Utilizó los seudónimos de El Tío Camorra, Don Emilio, Don Circunstancias, El Tambor Mayor, El Moro Muza y Antón Perulero.
En su escasa obra dramática destaca la parodia teatral con piezas como Los amantes de Chinchón, con Miguel Agustín Príncipe, Gregorio Romero de Larrañaga, Asquerino y Estrella, El ciego de Orleans, Ir por lana y volver trasquilado (1848), El padrino a mojicones, Cada loco con su tema, El asistente y Palo de ciego. Una de las constantes de su producción es la sátira de actitudes románticas como el suicidio por amor, los raptos y fugas de amantes, los duelos y las conductas demasiado "literaturizadas", acercándose a veces al esperpento valleinclanesco. Su 'vis cómica y su talento para encontrar el lado ridículo de los hechos posee una elaboración literaria superior a la de obras semejantes igualmente eficaces de sus contemporáneos Salvador María Granés y Gabriel Merino. 
Como narrador escribió La vida en el chaleco (1859), una novela muy autobiográfica. Los misterios de Madrid. Miscelánea de costumbres buenas y malas, con viñetas y láminas a pedir de boca (1844) es una obra inspirada en la novela por entregas Los misterios de París de Eugenio Sue. En Los espadachines (Madrid: Imp. de la Victoria, 1869) condena el duelo. 
Cultivó la crítica literaria en Poetas españoles contemporáneos (1854). En esta obra considera al Romanticismo no solamente una revolución literaria sino social. Valora a Larra como único maestro de la crítica junto a Quintana. Admira a Bretón de los Herreros y ataca a Antonio Gil y Zárate. Estima en poco al duque de Rivas, a José de Espronceda y a José Zorrilla.